# Tápszentmiklós, Győr-Moson-Sopron
Tápszentmiklós  este un sat în districtul Pannonhalm, județul Győr-Moson-Sopron, Ungaria, având o populație de 981 de locuitori (2011). 

## Demografie
Componența etnică a satului Tápszentmiklós
     Maghiari (98,88%)
     Necunoscut (0,37%)
     Alții (0,74%)
Componența confesională a satului Tápszentmiklós
     Reformați (34,05%)
     Romano-catolici (31,91%)
     Fără religie (4,99%)
     Luterani (1,33%)
     Necunoscută (27,73%)
     Alte religii (0,61%)
Conform recensământului din 2011, satul Tápszentmiklós avea 981 de locuitori. Din punct de vedere etnic, majoritatea locuitorilor (98,88%) erau maghiari. Apartenența etnică nu este cunoscută în cazul a 0,37% din locuitori. Nu există o religie majoritară, locuitorii fiind reformați (34,05%), romano-catolici (31,91%), persoane fără religie (4,99%) și luterani (1,33%). Pentru 27,73% din locuitori nu este cunoscută apartenența confesională.